# ブロスタ
『ブロスタ』（Brawl Stars）は、フィンランドのゲーム会社Supercellが開発、運営する基本プレイ無料のiOS、Android用オンラインアクションゲーム。アイテム課金が存在する。

## ゲームプレイ
本作には多種多様なゲームモードが存在し、プレイヤーは個性豊かなキャラクターを操作して各モードで勝敗を争うか、スコアを競う。試合は2D平面上のステージで行い、移動・通常攻撃・必殺技、ガジェット、ハイパーチャージの5種類の行動はスティックでのスワイプやドラッグ、タップで行う。敵に倒された場合、一定時間経過後に自陣にあるリスポーン地点から復活する。ただし、ソロバトルロイヤル、デュオバトルロイヤルで2人とも倒された時、トリオバトルロイヤルで3人とも倒されたとき、ノックアウトではリスポーン不可。
ゲームはレート制で、トロフィーがプレイヤーの所持するキャラクター毎に存在し、通常のゲームモードで増減する。マッチングはトロフィーの近いキャラクター同士で行う。トロフィー500以上のキャラクターのうち上位10体は、一ヶ月のトロフィーリーグ終了時に、終了時点のトロフィー数毎に定められた数までトロフィーがリセットされる。その際、終了時点のトロフィー数に応じたジュエルチップをキャラクター毎に獲得できる。だが、2024年10月15日にブロスタニュースで発表された「トロフィーリーグ刷新」でトロフィー1000からトロフィーが加算されるようになった。刷新後の報酬は「トロフィーボックス」というボックスが配られる。トロフィーボックスには5段階あり、1000トロフィー無しでも引ける「スモールボックス」、1000トロフィー〜100トロフィーで引ける「ビックボックス」、1000トロフィー〜400で引ける「メガボックス」、1000トロフィー〜1000トロフィーで引ける「オメガボックス」、最後に1000トロフィー〜3000トロフィーで引ける「ウルトラボックス」があり、レベルが上がるほどいい報酬が出て、全て確定でスキンが出る。その他、ジュエルチップ、コイン、エメラルド、ピンズ、スプレー、アイコンなどが出る。そして、自分のチーム内に極端にトロフィー数が低いプレイヤーがいた場合、勝った時に増えるトロフィーが多くなり、負けた時に減るトロフィーがなくなる「格差救済システム」が適用される。また、他プレイヤーの所持トロフィーの合計はグローバル、ローカルで200位までランキング化される。自身の所持トロフィーの順位は999位以内であれば表示される。
また、試合中は「ピンズ」と呼ばれるキャラごとに様々な種類があるスタンプ機能や、「スプレー」と呼ばれるペイント機能を使用できる。ピンズやスプレーは、ゲーム内通貨のエメラルドでの購入やブロスタパスの報酬などで入手できる。
チームアップ
任意のメンバーでチームを組んでプレイすることができる。チームメンバーはフレンドやクラブメンバーを招待する、チームコードを入力する、または検索機能を使用することで組むことができる。デュオバトルロイヤルでは2人、その他のゲームモードでは3人まででチームを組むことができる。また、マッチングの際は、チーム内で最もトロフィーが高い人を基準にマッチングされる。また、チームでプレイしたらXPが2倍になる。
クラブ
プレイヤーはクラブを設立する、またはクラブに参加・所属する事ができる。クラブごとに必要トロフィー数を設定することができ、所属人数の上限は30人。クラブ創立者（リーダー）またはサブリーダーは、所属条件を管理することができる。クラブではクラブチャットの利用ができ、チームアップリストにログイン中のメンバーが表示される。クラブメンバーの所持トロフィーの合計はクラブトロフィーとしてグローバル、ローカルでランキング化される。
スタードロップ
2022年12月の大型アップデートでブロスタボックスが廃止されたこと（後述）に伴いシーズン19から追加された、一定回数試合に勝利することで「スタードロップ」を1日3回まで入手でき、開けることでコインやパワーポイントなどを獲得できる。ほかにもクエストやブロスタパス報酬、ガチバトルなどでも獲得できる。(シーズン23、24からハイパーチャージスタードロップ、ガチバトルスタードロップが追加された)。
トロフィーボックス
2024年10月の大型アップデートで追加された要素で1体のキャラクターで1000トロフィー以上集めるとボックスのレベルが上がる。トロフィーボックスは1体のキャラクターで1000トロフィーを集めるか、合計トロフィー数1500に到達するとアンロックされる。シーズン終了後に、シーズン中に集めたシーズントロフィーの数に応じてトロフィーボックスが配られる。新シーズンになると、トロフィーが1000に戻る。

## ブロスタパス
2020年5月の大型アップデートで「ブロスタパス」が追加された。ブロスタパスは169エメラルド（約1600円相当）で購入できたが、2023年12月11日のアップデートにより、現金でしか購入できなくなった。他にはブロスタパス＋が追加されてブロスタパスでは最後のグレードでもらえるスキンがブロスタパス＋では、色違いスキン(クロマスキン)が更に2つ貰えたりなどする。他にも一部のグレードの報酬が2倍になったりなどのメリットがある。さらに今までは最後のグレードが終わったらコイン50枚、パワーポイント20個、クレジット5枚だったが、それは廃止されてシーズン23から1600XPを集めるごとに、1スタードロップを獲得できるようになったバトルパス購入したシーズン中のみ有効。1シーズンは1ヶ月（シーズン2からシーズン9までは10週間、シーズン9からシーズン22までは8週間)で、シーズン中はグレードを進めることで様々な報酬を入手できる。無料で入手できる報酬も存在するが、ブロスタパスを購入すると、限定スキンをはじめとした様々な報酬を追加で入手できる。グレードは、XPを集めることによって進めることができ、XPは主に「クエスト」と呼ばれる決められた課題を達成することで入手できる。ブロスタパスを購入するとクエストの数が増える。また、1週間に5回まで既存のクエストを別のクエストに入れ替えることができる。価格はブロスタパスが1100円、ブロスタパス＋が1600円となっている。

## ゲームモードの種類
草むら（やぶ、ブッシュ）について
ブロスタの特徴的な要素の一つ。どのマップにも基本的に草むらがあり、そこにいるプレイヤーは画面上から見えなくなる（味方の姿は見える）。草むらの中を移動しても見えないままだが、攻撃をしたりダメージを受けると僅かに見えるほか、草むらの中で敵との距離が近ければその敵の姿が見える。また特定のキャラは一定の範囲で草むらの中が見える能力を持つ。一部の技では草むらを破壊することができる。一度破壊された草むらは復活しない。（ジャッキーのガジェットを除く）また、壁や樹木などの障害物も、上記と同様に一部の技で破壊することができる。
ギミックについて
一部のマップには、乗ると大ジャンプできるばね、同じ色の地点にワープできるワープホール、線路上を走っていて、当たるとダメージを受けノックバックするトロッコ、乗ると回復する板、乗るとダメージを食らう針、毒、普通の壁と同じように通り抜けられないが、攻撃はすり抜けるロープの柵などといったギミックが存在する。

### 通常のモード
バトルロイヤル（Showdown）
10人で行われるモードで、「ソロ」と「デュオ」、「トリオ」がある。ソロでは全員が敵となり、デュオでは全員が2人ずつのペアになって参加する。そして、トリオは3人で1チーム×4チームの12人でプレイする。
広大なマップで生き残りをかけて戦い、最後まで生き残った順位によってトロフィーが増減する。マップの各所にあるボックスを破壊してパワーキューブを入手するか、倒されたプレイヤーが落とすキューブを入手することで体力や攻撃力が強化される。一定時間が経過すると、マップの四方から毒霧が広がってきてマップが次第に狭くなっていく。毒霧に入るとキャラクターの最大体力の1/5のダメージを1秒毎に受ける。マップによっては、一時的にパワーアップするエナジードリンク、短時間発生する回復エリア、ランダムに降り注ぐ隕石、近くの目標を自動攻撃するロボットといったギミックがある。
デュオ、トリオの場合、パワーキューブはチームのだれかが取れば3人とも取得したことになる。倒された場合でも味方が生存していれば15秒後にリスポーンできるが、それまで自分が持っていたキューブはなくなる。
エメラルドハント（Gem Grab）
3対3で争う最大の試合時間制限が3分30秒のモードで、中央から次々と出現するエメラルドの回収を目的とする。敵に倒されると持っているエメラルドを全て落としてしまう。先に10個のエメラルドを回収して15秒間防衛できたチームの勝利となるが、両チームのエメラルド所有数が10以上で同数の場合、カウントは中止され、それ以降はエメラルド所有数が多い方からカウントが始まる。3分30秒以内に勝負がつかなかった場合は、その時点でより多くのエメラルドを持っているチームの勝利となる。
強奪（Heist）
3対3で争う試合時間が2分30秒のモードで、敵陣の金庫破壊を目的とする。先に敵陣の金庫を破壊したチームの勝利となる。2分30秒経過した時点でどちらのチームの金庫も破壊されていない場合、金庫の残りHPが多いチームの勝利となる。また、2025年4月のアップデートで金庫が75%、50%、25%の時に金庫が無敵になり、近くにいる敵はノックバックされるようになった。
賞金稼ぎ（Bounty）
3対3で争う試合時間が2分のモードで、敵を倒してポイントを稼ぐことを目的とする。各プレイヤーの頭の上に表示されている星の数がそのプレイヤーを倒すと獲得できるポイント数、いわゆる賞金を指し、敵を1人倒すとそのプレイヤーの賞金が1つ増える（賞金7からは敵を倒しても増えない）。しかし、賞金は1度倒されると2からリセットされる。マップ中央には青い星があり、取ったプレイヤーを倒すことで奪い合える。先に賞金20に到達したチームか、時間切れになった時点で獲得した賞金が多いチームの勝利となる。同点の場合は、青い星を持っているチームの勝利となる。
ブロストライカー（Brawl Ball）
3対3で争う試合時間が2分30秒のモードで、中央に配置されているボールを敵陣のゴールへ運ぶサッカーのようなモード。ボールを持っている間はシュートができる。シュートをすると弾数が1消費される（装弾数が1つしかないキャラは例外）。必殺技ゲージが満タンの時は、ゲージを消費することでロングシュートができる。先に2点獲得したチームの勝利となるが、2分30秒が経過した時点でゴール数が0か1で引き分けた場合、障害物や草むらがすべてなくなり1分間の延長戦に突入する。延長戦では、どちらかが1点でも決めることができればそちらのチームの勝利となる。1分間経っても決着がつかない場合は引き分けとなる。
制圧（Siege）
3対3で争う試合時間が2分30秒のモードで、敵陣の砲台破壊を目的とする。砲台は自陣中央後方にあり、自陣に侵入した敵やロボットに攻撃を仕掛ける。ステージにはボルトが出現し、試合中に最大3回ある制圧攻撃が始まると、その時点で多くボルトを回収した側の砲台からボルトの数に応じた強さのロボットが製造され、敵砲台を標的に攻撃を始める。ただし、ボルトの数が両チームで同じであれば引き分けとなり、その時点でのボルトの数が次の制圧攻撃のロボットの強さに加算される。先に敵陣の砲台を破壊したチームの勝利となる。2分30秒経過した時点でどちらのチームの砲台も破壊されていない場合、砲台の残りHPが多いチームの勝利となる。
※このモードは2025年5月現在ではゲーム内に無い
ホットゾーン（Hot Zone）
3対3で争う試合時間が3分のモードで、マップに1〜3つあるゾーンの制圧を目的とする。ゾーンに入ると、中にいる時間に伴って味方チームのゲージが溜まっていく。ゲージが100%まで溜まったチームか、時間切れになった時点でゲージをより多く溜めたチームの勝利となる。
ノックアウト（Knockout）
3対3で争う3本勝負形式のモードで、敵チームのプレイヤーを全滅させることを目的とする。このモードでは、プレイヤーは倒されてもリスポーンできない。一定時間が経過すると、マップの四方から毒霧が広がってきてマップが次第に狭くなっていく。3本中2本先取したチームの勝利となる。ただし、最後に残っているプレイヤーが相手と相打ちになり、決着後に誰も生き残っていない場合はそのラウンドは無効となる。
殲滅（Wipeout）
3対3で争う試合時間が3分のモードで、敵を10回倒すことを目的とする。先に敵を10回倒したチームか、時間切れになった時点でより多くの敵を倒したチームの勝利となる。

### 期間限定のモード
トロフィー泥棒（Trophy Thieves）
シーズン7限定で登場。3対3で争う試合時間が2分30秒のモードで、敵陣にあるトロフィーを自陣へ運ぶことを目的とする。トロフィーを持っている間は弾数を1消費することでトロフィーを投げることができ、必殺技ゲージが満タンの間はゲージを使用することでより遠くに投げられる。トロフィーを持っている時に倒されるとトロフィーを落としてしまう（陣地の外に落ちているトロフィーは一定時間経過後に定位置に戻る）。2分30秒以内に2つのトロフィーを奪取したチームの勝利となるが、ブロストライカー同様、トロフィー奪取数が0か1で引き分けた場合は、障害物や草むらがなくなり1分間の延長戦に突入する。

なお、このモードのルールはクリスマスシーズン限定で開催された「プレゼント泥棒」、ブロウィン(ハロウィンシーズン)限定で開催された｢カボチャ泥棒｣と同じである。
ブロスタバレー（Volley Brawl）
シーズン7、18限定で登場。3対3で争う試合時間が3分30秒のモードで、中央に配置されているボールを敵のコートに落とすバレーボールのようなモード。飛んできたボールは、落下地点に移動することで打ち返すことができる。ボールの速度は打ち返すごとに速くなっていく。対戦相手がボールを打ち返せなかった場合、1点獲得。2点先取したチームの勝利となる。
ブロスタバスケ（Basket Brawl）
シーズン7、11、17、40限定で登場。3対3で争う試合時間が2分30秒のモードで、中央に配置されているボールを敵陣の動くゴールに入れるバスケットボールのようなモード。ボールを持っている間は弾数を1消費することでシュートができ、必殺技ゲージが満タンの時はゲージを使用することでより遠くへシュートできる。ゴールの周りの点線の内側から入れると2点、外側から入れると3点獲得できる。5点先取したチームか、時間切れになった時点でより多くの得点を取ったチームの勝利となる。
トロフィー争奪戦（Hold the Trophy）
シーズン7限定で登場。3対3で争う試合時間が3分のゲームモードで、中央に配置されているトロフィーを奪い合い、長く持ち続けることを目的とする。トロフィーを持っていると味方チームのゲージが徐々に溜まっていくが、その間は移動速度が遅くなる。ゲージが100%まで溜まったチームか、時間切れになった時点でゲージをより多く溜めたチームの勝利となる。
デュエル（Duels）
シーズン9中盤で登場後不定期で開催（シーズン17、18限定で常設）。1対1で行われるモードで、敵のキャラを全滅させることを目的とする。プレイヤーは3人のキャラを選んで試合に参加し、1人倒される度にキャラを切り替えて戦う。一定時間が経過すると、マップ上下から毒霧が広がってきてマップが次第に狭くなっていく。先に敵のキャラを全滅させたプレイヤーの勝利となる。
カートレース（Payload）
シーズン11、19限定で登場。3対3で争う試合時間が2分30秒のモードで、自陣にあるカートをゴールに運ぶことを目的とする。味方のカートのそばに立つとカートがゴールへと動いていき、敵のカートのそばに立つと動きを止めて妨害できる。先にカートをゴールに運んだチームか、時間切れになった時点でより遠くへ運んだチームの勝利となる。
ボットドロップ（Bot Drop）
シーズン12限定で登場。3対3で争う試合時間が3分のモードで、ロボットを倒してボルトを集めることを目的とする。マップには一定間隔でロボットが出現し、倒すとボルトを落とす。ボルトを回収して数秒間保持できれば、1点獲得。8点先取したチームの勝利となる。
ハンター（Hunters）
シーズン13、22、23、40限定で登場。バトルロイヤルと殲滅を合わせたようなモードだが、キューブや毒霧などのギミックはない。10人のプレイヤーがバトルロイヤルのような広大なマップで敵を倒した数を競う。先に敵を6回倒したプレイヤーの勝利となる。
ミステリーモード（Mystery Mode）
シーズン13、14限定で登場。ランダムなゲームモードで戦うモードで、マップもランダムに選ばれる。プレイヤーはマッチするまでどのゲームモードが選ばれるかわからない。
ラストスタンド（Last Stand）
シーズン14限定で登場。3人のプレイヤーで協力して、AIが制御する8ビットをたくさんの敵ロボットから2分間守り抜くことを目的とする。8ビットは一定時間経つと機能停止になってしまうが、ステージ上のコインを拾うと元に戻すことができる。8ビットが敵ロボットに倒された場合、ゲームオーバーとなる。クリアするたびに難易度が上がっていく。
ブロスタペインター
シーズン29限定で登場。コートの中心にペインターがあり、それを持ちながら移動したり、蹴ったりすることで、ペインターの軌道上のコートの色を自陣の色と同じにできる。マップにはクラゲが常時存在しており、それにむかって蹴るとペインターを跳ね返らせることができるため効率がよくなる。ゲージが100%になるか、制限時間後に塗った面積の多い方が勝利となる。
トリオバトルロイヤル
シーズン30限定で登場。基本的なルールは「ソロ・デュオバトルロイヤル」と同じである。3人で協力して他のチームのプレイヤーをキルしながら勝利を目指す。なお「デュオバトルロイヤル」と異なり、仲間のプレイヤーが何人やられたかはわかるがどのタイミングでリスポーンするかは分からない。
クラゲ釣り
シーズン30限定で登場。コートの中央辺りに現れるクラゲを20個拾うモードである。持っているクラゲの数が多ければ勝利となる。プレイヤーがクラゲを拾うと「エメラルドハント」のようにそれぞれのプレイヤーが何個持っているかが表示される。
ブロスタドッジボール（DODGEBRAWL）
シーズン40で登場。マップ上にあるドッジボールをプレイヤーが持つことができ、敵にぶつけることで一発で倒すことができる。本モードでは通常攻撃やウルトで敵を倒すことはできず通常攻撃やウルトで敵を倒したら相手は気絶する。１体倒すことで1ポイント10ポイント先に取れば勝利。

### その他のモード
ガチバトル
3対3で行われるモード。ゲームモードとマップはランダムで決定される。ブロンズからゴールドは1本先取、ダイヤモンドから3本中2本先取で勝利となり、勝敗に応じてランクが変動する。

試合開始前のキャラ選択の際、まず各プレイヤーがそれぞれ「使用禁止キャラ」を選択する（同じチームのプレイヤー同士が同じキャラを使用禁止にすることはできない。ランクダイヤ以上でないと禁止キャラは選べない）。その後、コイントスで選ばれたチームから交互にキャラ選択を行う（他のプレイヤーと同じキャラは使えない）。(コイントスはエリート帯以降で実施)
パワーリーグのシーズンはブロスタパスと同じ8週間で、シーズン中は「リーグランク」を上げることでジュエルチップを入手でき、シーズン終了時に各ランクごとに決められた数までランクがリセットされる。その際、シーズン終了時の最高到達ランクに応じた量のジュエルチップを獲得できる。また、シーズン中の勝利回数や到達ランクに応じて限定報酬を獲得できる。
なお、試合開始前のキャラ選択画面でアプリを閉じる等の行為の繰り返しは、重いペナルティの対象となる。クラブリーグでも同様。
フレンドバトル（Friendly Battle）
ゲームモード「エメラルドハント」「バトルロイヤル」「強奪」「賞金稼ぎ」「ブロストライカー」「ホットゾーン」「ノックアウト」を、フレンドやクラブメンバー同士などで対戦する事ができるモード。既存の全てのマップと自分たちがマップメーカーで作ったマップから選択する事ができ、トロフィーの増減は発生しない。また、手に入れている全てのキャラクターをレベル11の状態で使用でき、全てのガジェット、スターパワー、ギアが使用できる。人数が足りない場合は、ボット（AIプレイヤー）を参加させられる。
ロボットファイト（Robo Rumble）
週末に不定期で行われるミニゲームのうちの1つ。3人のプレイヤーで協力して、金庫に向かってくるたくさんの敵ロボットの攻撃から2分間金庫を守り抜くことを目的とする。一定時間経過すると強力なボスロボットが出現。敵ロボットに金庫を破壊された場合、ゲームオーバーとなる。クリアするたびに難易度が上がっていく。
ボスファイト（Boss Fight）
週末に不定期で行われるミニゲームのうちの1つ。3人のプレイヤーで協力して、1体の高い体力を備えるボスロボットを倒すことを目的とする。クリアするたびに難易度が上がっていき、難易度がクレイジー以上になると、一定の間隔でボスロボットがパワーキューブを落とすようになる。
プレイヤーは、ボスに倒されても味方が生存していれば15秒後にリスポーンできるが、全員倒された場合、ゲームオーバーとなる。ボスは定期的にレーザーやロケットなどの攻撃を繰り出し、高レベルだと一定時間経過後に怒り状態になって攻撃の激しさが増す。また、バトル中はザコザコロボットが多数出現する。
ビッグゲーム（Big Game）
週末に不定期で行われるミニゲームのうちの1つ。5対1で行うゲームモードで、全員がプレイヤーとなる。巨大キャラ側（単身側）は体力、攻撃力、移動速度、リロード速度が強化され、向かってくる敵キャラの攻撃から逃れて2分間生き残ることを目的とし、5人側は巨大キャラを2分以内に倒すことを目的とする。2分以内に巨大キャラが倒された場合、5人側の勝利、巨大キャラの生存時間が2分を達成した場合、巨大キャラの勝利となる。
チャンピオンシップチャレンジ（Championship Challenge）
マンスリー大会開催中に毎月1回、24時間開催されるイベント。このモードではキャラは最大レベルの状態で使用でき、ガジェット、スターパワー、ギア、も全て使用できる。
エメラルドハント、ブロストライカー、強奪、賞金稼ぎ、ホットゾーン、ノックアウトの6つのうち5つのモードがそれぞれ3回ずつあり、クリアするごとに報酬を獲得できる。3敗するとそこでゲームオーバーとなり、次回まで参加できなくなる。3敗未満で15勝すると「ブロスタチャンピオンシップ」のオンライン地域予選に進出、そこで勝ち進むとマンスリーファイナルに進出でき、月ごとのチャンピオンが決められる 。地域予選とマンスリーファイナルでは成績に応じてポイントが与えられ、累計ポイント数の多い8チームが世界大会に出場できる。
マップメーカー（Map Maker）
草むらや障害物を自由に配置して自分だけのマップを作ることができる。作ったマップは応募することができる。応募されたマップを他のプレイヤーがフレンドバトルで遊ぶと、遊んだプレイヤーは「承認」または「非承認」のどちらかを選ぶことができ、一定数の承認を得るとマップを公開できる。公開されたマップは「コンペ登録マップ」としてイベントスロットに登場し、10秒ごとに入れ替わる。
コンペ登録マップで遊んだプレイヤーは、そのマップに「高評価」または「低評価」をすることができ、評価をすると1日に1回10個×3回までトークンがもらえる。コンペ登録マップの中で高い評価を得たマップは「コンペ入選マップ」としてイベントスロットに登場し、24時間ごとに入れ替わる。どちらのモードも、トロフィーの増減は発生しない。

## キャラクター
2025年8月時点で、93体のキャラクターが存在する。各キャラクターは1～3頭身の可愛らしいデザインとなっており、エメラルドやジュエルチップでの購入、スタードロップなどで入手できる「スキン」を使用することで見た目を変えることもできる。キャラクターにはそれぞれ「パワーレベル」が存在し、ゲーム内で獲得できるパワーポイントとコインを消費することでレベルを最大11まで上げることができる。
レベルを7にするとガジェット、9にするとスターパワーを獲得できるようになる。各キャラクターはガジェットとスターパワーをそれぞれ2つずつ持っているが、一度に装備できるのはそれぞれ1つのみ。また、レベルを8にすると「ギア」を装備できるようになり、レベル8で1つ目、レベル10で2つ目のギアスロットが解放される。ギアを装備すると、キャラクターに様々な追加能力を付与できる。中には特定のキャラクターのみが装備できるギアも存在する。
そして、レベルを11にすると「ハイパーチャージ」を装備できるようになる。ハイパーチャージを使うと、キャラのステータスと必殺技の性能を一時的に強化できる。必殺技と同様に敵にダメージを与えることでチャージされるが、チャージ率は低いため早く発動するにはより多くの攻撃を当てることが求められる。ガジェット、スターパワー、ギア、ハイパーチャージはコインで購入できる。また、ハイパーチャージを持っていないキャラクターも存在する。
かつてはほとんどのキャラクターをブロスタボックスから入手できたが、2022年12月の大型アップデートでブロスタボックスは廃止され、新たに「スターロード」が実装された。スターロードでは、ゲーム内で獲得できる「クレジット」を必要数集めることでキャラクターをアンロックできる。必要なクレジット量はレア度によって異なる。
キャラクターのレア度は、最初から所持している「初期キャラクター（シェリー）」、スターロードやスタードロップから入手できる「レア」「スーパーレア」「ハイパーレア」「ウルトラレア」「レジェンドレア」「ウルトラレジェンドレア」の期間限定で追加されたキャラクター「期間限定キャラクター」が存在する。また、かつてはブロスタパスの報酬で入手できる「クロマティック」のレア度が存在した。クロマティックのキャラは、パスの無料報酬などで手に入る専用通貨「クロマクレジット」を使うことでもアンロックできた。クロマティック、クロマクレジットは2023年12月に廃止された。各キャラクターのレア度は以下の通り。
| レア度                 | 該当キャラクター |
| ---------------------- | --- |
| 先発キャラクター       | シェリー |
| レア                   | ニタ、コルト、ブル、ブロック、エルプリモ、バーリー、ポコ、ローサ |
| スーパーレア           | ジェシー、ダイナマイク、ティック、8ビット、リコ、ダリル、ペニー、カール、ジャッキー、ガス |
| ハイパーレア           | ボウ、Emz、ストゥー、エリザベス、パム、フランケン、ビビ、ビー、ナーニ、エドガー、グリフ、グロム、ボニー、ゲイル、コレット、ベル、アッシュ、ローラ、サム、マンディ、メイジー、ハンク、ラリー＆ローリー、アンジェロ、ベリー、シェイド、ミープル                                                      |
| ウルトラレア           | モーティス、タラ、ジーン、MAX、ミスターP、スプラウト、バイロン、スクウィーク、ルー、ラフス、ファング、バスター、オーティス、バズ、イヴ、ジャネット、グレイ、ウィロー、ダグ、チャック、チャーリー、ミコ、メロディ、リリー、クランシー、モー、ジュジュ、オーリー、フィンクス、ルミ、ジェヨン、アリー |
| レジェンドレア         | スパイク、クロウ、レオン、サージ、サンディ、アンバー、メグ、サージ、チェスター、コーデリアス、キット、ドラコ、ケンジ |
| ウルトラレジェンドレア | カゼ |
| 期間限定               | バズ・ライトイヤー |

キャラクターの能力、レア度は運営側の調整によって上方、下方修正が成されることがある。
キャラクター能力詳細
各キャラクターには、「通常攻撃」「必殺技」「ガジェット」「スターパワー」「ハイパーチャージ」の5つの能力がある。通常攻撃は時間の経過に伴ってリロードされる弾があればいつでも繰り出せるが、リロードの速度はキャラによって異なる。装弾数は3つ（一部例外あり）で、キャラの体力ゲージの下に表示される。
必殺技は、敵へダメージを与えることで溜まっていく必殺技ゲージが満タンになると発動できる。また、ダリル、エドガー、チャックは時間経過で必殺技ゲージが自動で溜まっていくほか、ブル、エルプリモ、ローサ、ジャッキー、フランケンは敵からダメージを受けることでも必殺技ゲージが溜まる。
通常攻撃と必殺技の攻撃方法は、「手動エイム」と「オートエイム」に分類される。手動エイムではボタンを押しっぱなしにするとプレイヤーの任意の方向に向かって射程が表示され、ボタンを離すと攻撃を繰り出すことができる（一部例外あり）。オートエイムではボタンをタップすることで最短距離の見えている敵の現在地に向けて攻撃が繰り出される。
ガジェットはタップすることで効果が発動する。最近のアップデートでガジェットの使用数の制限がなくなった。また、攻撃系のガジェットは敵に当てても必殺技ゲージが溜まらない（ダリルの「パワースプリング」は例外）。スターパワーは、常に効果を発揮するもの、攻撃時に発揮するもの、被弾時に発揮するものなど多岐にわたる。 
ハイパーチャージは、必殺技と同時に押すと必殺技に特殊能力が追加される。また移動速度上昇、防御率が一定時間上がるする。
また、戦闘中にダメージを受けて体力が減った時は、攻撃をせずにいると少しずつ体力が回復する。
シェリー（Shelly）
声 - Sandra Espinoza
ショットガンを持った紫色の髪の女性キャラ。通常攻撃も必殺技もショットガンから弾を撃つ技で、近距離ほど威力が上がる。必殺技は威力がさらに高く、当たった敵はノックバックする。ガジェットは、短距離を素早くダッシュするというシンプルな効果の「全速前進」と、発動から5秒間、通常攻撃の幅が狭くなり、弾速と射程距離が増加する「クレービジョン」。スターパワーは、必殺技が当たった敵の移動速度を2秒間遅くする「シェルショック」と、体力が40%以下になると瞬時に体力を2109回復する（クールタイム15秒）「ばんそうこう」。
ニタ（Nita）
声 - Marissa Lenti
クマの被り物をした少女。通常攻撃は、衝撃波を発生させる技。威力は低いが、リロード速度が非常に速い。そして敵を貫通する。必殺技で召喚するクマは倒されるまで敵を追尾し、爪で攻撃する。ガジェットは、1秒後にクマが地面を叩いて衝撃波を起こし、範囲内の敵を少しの間気絶させる「クマの手」と、クマが受けるダメージを3秒間35%軽減する「フェイクファー」。スターパワーは、ニタが敵を攻撃するとクマの体力が、クマが敵を攻撃するとニタの体力がそれぞれ936回復する「森の絆」と、クマの攻撃の間隔が60%減少する「ハイパーベア」。
コルト（Colt）
声 - Billy Kametz
二丁拳銃を持った赤髪の男性キャラ。通常攻撃も必殺技も銃から弾を連射する技で、射程距離と攻撃力に優れる。必殺技は敵を貫通するうえ、障害物も破壊できる。ガジェットは、瞬時に弾を2発リロードする「スピードローダー」と、次の通常攻撃が敵や障害物を貫通する1発の弾になる（威力は弾丸2発分）「シルバーブレット」。スターパワーは、移動速度が13%増加する「すいすいブーツ」と、射程距離と弾速が11%増加する「マグナム・スペシャル」。
ブル（Bull）
声 - Bill Lassel
リーゼントと鼻ピアスが特徴的な男性キャラ。通常攻撃は、ショットガンから弾を撃つ技。射程が短いが、至近距離での威力はトップクラス。必殺技は、障害物を破壊しながら長距離を突進する技であり、移動距離を調整することができる。ガジェットは、瞬時に体力を2000回復する「Tボーンインジェクター」と、当たった敵キャラクターをスタンさせる「グラウンドシェーカー」。スターパワーは、体力が60%以下の時にリロード速度が2倍になる「暴れ牛」と、体力が40%以下の時に受けるダメージを30%軽減する「タフガイ」。
ブロック（Brock）
声 - Scott William
普段はダンスで、試合ではロケットで人々を沸かせている男性キャラ。通常攻撃は、持っているロケットランチャーから長射程のロケットを発射し、着弾地点で少しの間炎を発生させる技。リロード速度が非常に遅い。必殺技は、狙った場所に大量のロケットを雨のように連射する技。壁を越えて攻撃でき、障害物も破壊できる。ガジェットは、足元の地面を爆破して範囲内の敵に493ダメージを与え、さらにその勢いで大ジャンプする「ロケットレース」と、次の通常攻撃の弾速と爆発範囲が強化され、障害物を破壊するようになる「ロケット燃料」。スターパワーは、必殺技で発射するロケットの数が44%増える「集中豪雨」と、装弾数が4つになる「第四のロケット」。
エル・プリモ（El Primo）
声 - Alex Sanchez
プロレスラーのような見た目の男性キャラ。通常攻撃は、連続パンチを繰り出す近接攻撃。リロード速度が非常に速い。必殺技は、大ジャンプしてエルボー・ドロップを繰り出す技。障害物を破壊でき、当たった敵はノックバックする。ガジェットは、近くの敵1人を後方へ投げ飛ばす「スープレックスサプリ」と、一番近くの敵の位置に隕石を落とし、2448ダメージを与えつつ障害物を破壊する「アステロイドベルト」。スターパワーは、必殺技が当たった敵を炎で包み、4秒間で1438の追加ダメージを与える「バーニングドロップ」と、必殺技使用後4秒間移動速度が25%増加する「流星雨」。
バーリー（Barley）
声 - 不明
バーテンダーのような見た目の一つ目のロボット。通常攻撃も必殺技も火炎瓶を投げる技で、壁を越えて攻撃できる。リロード速度は遅いが、攻撃判定の持続が長い。必殺技では広範囲を火の海にすることができる。ガジェットは、その場にネバネバの水たまりを少しの間発生させて範囲内の敵の移動速度を遅くする「ネバネバシロップミキサー」と、自分と近くの味方の位置に回復ポーションを投げ、一定時間範囲内の自分や味方の体力を毎秒648ずつ回復する「薬草の強壮剤」。スターパワーは、通常攻撃をするたびに体力が432回復する「百薬の長」と、通常攻撃の毎秒ダメージが200増加する「超猛毒」。
ポコ（Poco）
声 - Darren Roebuck
ガイコツのような頭とマリアッチの衣装が特徴的なキャラ。通常攻撃は、ギターから音波を出して攻撃する技。威力は低いが、攻撃範囲は広い。必殺技は、広範囲にメロディーを響かせ、範囲内の味方と自分の体力を大回復する技。ガジェットは、自分と周りの味方の体力を5秒間毎秒562ずつ回復する「癒しの音叉」と、広範囲の味方の状態異常を回復し、2秒間状態異常を無効化する「護りのメロディー」。スターパワーは、通常攻撃が当たった味方の体力を913回復する「ダ・カーポ！」と、必殺技が当たった敵に1444ダメージを与える「むせび泣くギター」。
ローサ（Rosa）
声 - Sheila Williams
メガネをかけたアフロヘアーの女性キャラで、ボクサー兼植物学者。通常攻撃はエル・プリモと同じパンチ系の技だが、エル・プリモのものより攻撃力は低く攻撃範囲は広い。リロード速度も非常に速い。必殺技は、自身に3秒間受けるダメージを70%軽減するシールドを張る技。ガジェットは、その場に草むらを9マス分生成する「成長促進ライト」と、草むらの中にいる敵全員に248ダメージを与え、3秒間移動速度を遅くする「やぶの反撃」。スターパワーは、草むらの中にいる間に体力が毎秒291ずつ回復する「雑草魂」と、必殺技発動中に通常攻撃の威力が248増加する「トゲトゲグローブ」。
ジェシー（Jessie）
声 - Maya Tuttle
赤髪のツインテールと大きな帽子が特徴的な少女。通常攻撃は、球状のエネルギー弾を撃つ技。敵に当たると射程内の他の敵に向かって跳ね返り、最大3人まで攻撃できる。ダメージは跳ね返るごとに25%減少する。必殺技で設置するタレットは、近くの敵に自動で弾を撃って攻撃する。ガジェットは、タレットから衝撃波を発生させ、範囲内の敵の移動速度を少しの間遅くする「スパークプラグ」と、5秒間タレットの攻撃速度が2倍になる「リコイルスプリング」。スターパワーは、タレットに攻撃を当てるとタレットの体力を954回復できる「リチャージ」と、タレットから発射される弾が敵に当たると跳ね返るようになる「ショッキング」。
ダイナマイク（Dynamike）
声 - Jas Patrick
大きな樽を背負い、黄色いヘルメットを被った老人。通常攻撃も必殺技もダイナマイトを投げる技で、壁を越えて攻撃できる。必殺技は障害物も破壊でき、当たった敵はノックバックする。ガジェットは、回転しながらダイナマイトをあちこちに投げ、一本あたり2280ダメージを与える（発動中は移動速度が増加する）「危機一髪スピナー」と、次の通常攻撃が当たった敵を1.5秒間気絶させる「梱包爆薬」。スターパワーは、自分の爆弾の爆風でジャンプできるようになる「爆風ジャンプ」と、必殺技の威力が1520増加する「解体屋」。
ティック（Tick）
声 - Martin Schjoler
金属弾のような見た目のキャラ。体力が全キャラ中最低。通常攻撃は3つの地雷を飛ばす技で、壁を越えて攻撃できる。リロード速度が非常に遅い。必殺技では頭を取り外して近くの敵に向かわせ、敵に当たるか破壊されると爆発する。ガジェットは、次の通常攻撃で投げる地雷が3つから6つになる「地雷マニア」と、1秒間受けるダメージを半減した後、爆発して周囲の敵をノックバックし、1088ダメージを与える「最後のひと踏ん張り」。スターパワーは、攻撃していない時に体力が通常よりも2秒早く回復し始める「潤滑良好」と、リロード速度が9%増加する「オートマ・ティック装填」。
8ビット（8-bit）
声 - Martin Schjoler
手足の生えたアーケードゲーム機のようなキャラ。移動速度が全キャラ中最低。通常攻撃は銃からビームを6発撃つ技で、射程距離がかなり長い。必殺技では、ダメージブースターを設置し、範囲内の自分や味方の攻撃力を35%増加させる。ガジェットは、画面上に見えるダメージブースターの位置へ一瞬でワープする「裏技カセット」と、次の通常攻撃で撃つビームが6発から18発になる「ボーナスクレジット」。スターパワーは、ダメージブースターの効果範囲が1.5倍になり、攻撃力の上昇率が15%増加する「ブースターブースト」と、ダメージブースターの近くにいると移動速度が増加する「ワイヤレス充電」。
リコ（Rico）
声 - 不明
銃を持った一つ目のロボット。かつては「リコシェ」という名前だったが、2019年1月に改名され、見た目も変化した。通常攻撃も必殺技も壁や障害物に当たると跳ね返る弾を連射する技。リロード速度が速い。跳ね返ると飛距離が伸びるため、壁や障害物の多いマップで真価を発揮する。ガジェットは、ダメージ800の跳ね返る弾をあちこちに発射する「マルチボールランチャー」と、次の通常攻撃の弾が跳ね返るたびに体力を217回復する「バウンシングヒール」。スターパワーは、跳ね返った弾の威力が217増加する「スーパーバウンド」と、体力が40%以下の時に移動速度が34%増加する「ロボ流退却」。
ダリル（Darryl）
声 - Martin Schjoler
海賊の帽子と胴体の樽が特徴的な一つ目のロボット。通常攻撃はショットガンから弾を2連射する技で、至近距離での威力は全キャラ中トップ。必殺技は、胴体の樽に籠って高速で転がり、当たった敵をノックバックさせる技。発動中は受けるダメージが半減される。ガジェットは、回転しながら周囲にダメージ570の弾を撃ち、1発当たるごとに必殺技ゲージが25%溜まる「パワースプリング」と、5秒間自分の周りにいる敵の移動速度を遅くする「タールバレル」。スターパワーは、必殺技使用後2秒間受けるダメージを25%軽減する「鋼の盾」と、必殺技使用後5秒間リロード速度が2倍になる「瞬速リロード」。
ペニー（Penny）
声 - Maria Arteaga
海賊のような見た目をした紫色の髪の少女。シーズン13に伴うアップデートで大幅なリワークが行われ、性能や見た目が大きく変化した。通常攻撃は、銃から金貨の入った袋を撃つ技。リロード速度は遅いが、射程距離が長く、敵に当たると金貨が後ろに拡散する。必殺技では、敵をサーチして弾を撃つ迫撃砲を設置する。大砲から発射される弾は障害物を越え、着弾地点に少しの間炎を発生させる。ガジェットは、樽を設置し、樽に攻撃を当てると金貨が拡散する「ソルティーバレル」と、大砲から画面上に見える敵全員に弾を撃つ「カリブの望遠鏡」。スターパワーは、通常攻撃の金貨の拡散範囲が2倍になる「お宝ザクザク」と、大砲設置時、範囲内の敵に1250ダメージを与えノックバックさせる「マスターブラスター」。
カール（Carl）
声 - Joshua Graham
トロッコに乗ったロボット型のキャラで、地質学者でもある。通常攻撃は、ツルハシをブーメランのように投げる技。行きと帰りの2回連続でダメージを与えることができる。装弾数が1つしかなく、投げたツルハシをキャッチするまで次の攻撃が出せない。必殺技は、トロッコを高速回転させながら連続攻撃する技。回転中は移動速度が上がるため、近くの敵を追い詰めることができる。ガジェットは、次に投げるツルハシが通った跡に一定時間炎を発生させ、触れた敵に4秒間で2000ダメージを与える「灼熱イジェクター」と、次に投げるツルハシの最高到達点まで自分を引き寄せる「空飛ぶフック」。スターパワーは、ツルハシの速度が10％増加する「力投」と、必殺技発動中に受けるダメージを35%軽減する「防護スピン」。
ジャッキー（Jacky）
声 - Sandra Espinoza
黄色いヘルメットを被ったツインテールの女性キャラ。口が悪く、ボイスの一部が削岩機の音でかき消されている。通常攻撃は削岩機で周囲の地面を揺らす範囲攻撃。必殺技は、地面に穴を掘って範囲内の敵を引き寄せる技。引き寄せられている間に敵は動けない。また、壁に隠れた敵にも攻撃や引き寄せができる（壁等で技の範囲が狭められない）が、引き寄せた敵が壁を越えることはない。ガジェットは、4秒間移動速度が25%増加する「圧縮空気ブースター」と、自分の周りにある破壊された障害物を復活させる「再建」。スターパワーは、攻撃を受けると、周りの敵に受けたダメージの30%分のダメージを与える「カウンタークラッシュ」と、常に受けるダメージが20%軽減される「ガチガチヘルメット」。
ガス（Gus）
声 - Patrick Pedraza
パジャマを着た白い髪の少年で、バルーンアートの名人。通常攻撃は、風船を飛ばして攻撃する技。攻撃を当てるたびに専用のゲージが溜まっていき、ゲージ満タン時に攻撃を当てると「ゴースト」を設置する。自分や味方がゴーストを取ると体力を回復できる。必殺技は、自分または味方1人にシールドを張る技。ガジェットは、設置したゴーストを全て起爆させ、当たった敵に1880ダメージを与える「ゴーストクラッカー」と、体力を5%消費する代わりに、瞬時にゴーストのゲージを満タンにする「ソウルコンバーター」。スターパワーは、ゴーストによる回復量が2倍になる「ヒールアップ」と、必殺技でシールドを張った対象の攻撃力を5秒間25%増加させる「スピリットアニマル」。
ボウ（Bo）
声 - Brian Stivale
鷹の被り物をした男性キャラ。通常攻撃は、弓から爆発性のある3本の矢を放つ技。必殺技では、敵が踏むと時間差で爆発する地雷を3つ設置する。障害物を破壊でき、当たった敵はノックバックする。また、地雷は敵からは見えない。ガジェットは、トーテムポールを設置し、破壊されるまで範囲内の味方や自分の必殺技ゲージが溜まりやすくなる「スーパートーテム」と、設置した地雷を1.5秒後に起爆させる「ワイヤートラップ」。スターパワーは、草むらの中にいる敵を通常の1.5倍の距離から発見できるようになる「鷹の目」と、必殺技の地雷が敵を2秒間気絶させるようになる（ノックバックは無効）「ベアトラップ」。
Emz（エムズ）
声 - Sandra Espinoza
ミイラのような見た目の女性キャラで、SNSが大好き。通常攻撃は、ヘアスプレーを噴射して攻撃する技。リロード速度が遅い。持続時間が長く、最大3回当たる。全て当たった時の威力は高いが、近距離では1回しか当たらない。必殺技は、一定時間自分の周りにオーラを発生させ、範囲内の敵にダメージを与えつつ移動速度を遅くする技。ガジェットは、周りの敵をノックバックさせつつ642ダメージを与える「フレンドゾーン」と、次の通常攻撃が壁を貫通するようになるが、威力は10%減少する「酸性スプレー」。スターパワーは、通常攻撃の威力が1回当たるごとに25%増加する「因果応報」と、必殺技の範囲内にいる敵1人につき体力が毎秒547回復する「元気注入」。
ストゥー（Stu）
声 - Kai Skrotzki
一輪のタイヤがついた一つ目のロボットで、「スターパーク」というテーマパークでスタントショーに出ている。通常攻撃は指先から2発の花火を撃つ技。必殺技では短距離をダッシュし、移動した跡に少しの間炎を発生させる。炎に触れた敵は継続ダメージを受ける。また、ストゥーは通常攻撃を1発当てるだけで必殺技ゲージが満タンになるという独自の能力を持つ。ガジェットは、装置を設置し、破壊されるまで範囲内の自分や味方の移動速度を増加させる「スピードゾーン」と、次の必殺技で障害物を破壊できるようになり、障害物破壊時にダメージ205の破片を飛ばす「ブレイクスルー」。スターパワーは、必殺技のダッシュ距離が71%増加する「抵抗ゼロ」と、必殺技使用時に体力が551回復する「ガスヒール」。
エリザベス（Elizabeth / Piper）
声 - Elizabeth Saydah
水色のドレスを着た金髪の女性キャラ。通常攻撃は、傘型のスナイパーライフルから弾丸を撃つ技。射程距離がかなり長く、飛距離に応じて威力が上がる。最大射程での威力はかなり高いが、リロード速度が非常に遅い。必殺技は、その場にグレネードを4つ落として大ジャンプする技。障害物を破壊でき、当たった敵はノックバックする。ガジェットは、一番近くの敵にダメージ161のノックバックとスロー効果のある弾を撃つ「自動照準器」と、次の通常攻撃が敵を追尾するようになる「ホームメイドレシピ」。スターパワーは、草むらに隠れた状態で通常攻撃を繰り出すと威力が弾の飛距離に応じて最大1130増加する「待ち伏せ」と、通常攻撃を当てた時に0.4発の弾をリロードする「スナッピースナイプ」。
なお、海外での名前は「Piper」で、エリザベスは日本語版だけの名前。
パム（Pam）
声 - Jennifer Wydra
掃除機を持った赤髪の女性キャラで、ジェシーの母親。通常攻撃は掃除機から鉄くずを9連射する技。リロード速度が速い。必殺技では、癒しのタレットを設置し、範囲内にいる自分や味方の体力を少しずつ回復する。ガジェットは、タレットの範囲内の自分や味方の体力を瞬時に1200回復する「パルスモジュレーター」と、次の通常攻撃が当たった敵の弾数を1発あたり25%ずつ減らし、自身はその内半分の量の弾をリロードする「ガラクタ吸収」。スターパワーは、通常攻撃が1発当たるたびに自分と周りの味方の体力を48ずつ回復する「ママの抱擁」と、タレットの範囲内にいる敵に毎秒800ダメージを与える「ママのベアハッグ」。
フランケン（Frank）
声 - Martin Schjoler
その名の通り、フランケンシュタインのような見た目のキャラ。体力が全キャラ中トップ。通常攻撃の攻撃範囲が広いが、攻撃前にハンマーを振りかぶる動作があるため隙は大きい。リロード速度は非常に速い。必殺技もかなり隙が大きく、発生前に気絶やノックバックを受けるとキャンセルされてしまうが、障害物を破壊でき、当たった敵はしばらくの間気絶する。ガジェットは、自分にかかっている状態異常を回復し、1.5秒間状態異常を無効化する「ノイズキャンセリング」と、次の通常攻撃の威力が2倍になり、当たった敵を自分の方へ引き寄せるようになる「不可抗力」。スターパワーは、敵を倒すと12秒間攻撃力が1.5倍になる「生気泥棒」と、体力が1260増加する「スポンジ」。
ビビ（Bibi）
声 - Bindy Coda
バットを持った、リーゼントが特徴的な女性キャラ。通常攻撃は、バットを振って攻撃する技。発生は遅いが、リロード速度が非常に速い。弾数が満タンになると「ホームランゲージ」が溜まっていき、ゲージ満タン時に攻撃を繰り出すと敵をノックバックさせる。必殺技は、風船ガムのボールを飛ばす技。持続時間が長く、壁に当たると跳ね返る。ガジェットは、4秒間、毎秒912ずつ体力を回復する「ビタミンブースター」と、次の必殺技が当たった敵の移動速度を3秒間遅くする「増強ガム」。スターパワーは、ホームランゲージ満タン時に移動速度が12%増加する「盗塁王」と、ホームランゲージ満タン時に受けるダメージを20%軽減する「打撃の構え」。
ビー（Bea）
声 - Tiffany Grant
ハチのような衣装を身につけた少女で、昆虫学者でもある。通常攻撃は、巨大な針を発射して攻撃する技。敵に当たると弾数のゲージが黄色くなり、この状態だと次の攻撃の威力が大幅に強化される。強化版を撃つと威力は元に戻る。装弾数が1つしかないが、射程距離がかなり長く、リロード速度も速い。必殺技は、噴水のような軌道で飛ぶ7つのハチ型ドローンを発射し、当たった敵の移動速度を少しの間遅くする技。ガジェットは、ハチの巣を設置し、破壊されるまで範囲内の敵の移動速度を遅くする「ハニーモラセス」と、渦を巻くように飛ぶ4匹のハチを召喚し、飛距離に応じて1匹あたり最大2400ダメージを与える「荒くれバチ」。スターパワーは、強化版の通常攻撃を外した時にもう1回強化版を繰り出せる「ロイヤルゼリー」と、通常攻撃の強化状態を維持している間に受けるダメージを30%軽減する「ハニカム」。
ナーニ（Nani）
声 - 不明
一つ目のロボットで、他の同タイプのキャラとは違い1頭身である。通常攻撃は、屈折しながら高速で飛び、狙った位置で合流する3発の光弾を撃つ技。3発全て当てた時の威力はトップクラス。この技は弾の射程距離を調節でき、最大射程は全キャラ中2位。必殺技では、ナーニのそばで浮いている小型ロボットの「ピープ」を発射する。ピープは誘導弾のように操作でき、敵や障害物に当たるか一定距離飛ぶと爆発。操作中は無防備になる。ガジェットは、ピープのいる場所へ一瞬でワープする「ワープブラスト」と、発動から2秒以内に攻撃を受けると、ダメージを80%軽減し、軽減した分のダメージをその敵に返す「差し戻し」。スターパワーは、必殺技の威力がピープの移動距離に応じて最大1900増加する「オートフォーカス」と、必殺技発動中に受けるダメージを80%軽減する「強化鋼」。
エドガー（Edgar）
声 - David Autovino
スターパークのギフトショップで働いている青年で、パルクールが趣味。通常攻撃はマフラーを使った素早い近接攻撃。リロード速度が非常に速い。与えたダメージの35%分の体力を回復することができ、弱点である近距離キャラにしては低い体力をカバーしている。必殺技では短距離をジャンプし、着地後に自身の移動速度を少しの間増加させる。ガジェットは、4秒間必殺技ゲージの自動チャージ速度が525%増加する「原動力」と、自身に耐久力3135のシールドを張る（シールドの耐久力は時間と共に減少していく）「ハードコア」。スターパワーは、必殺技での着地時に周りの敵に1282ダメージを与える「ハードクラッシュ」と、通常攻撃1発あたりの体力回復量が25%増加する「拳一本」。
グリフ（Griff）
声 - Roger Addis
レジスターのような頭が特徴的なキャラ。スターパークギフトショップのオーナーで、エドガーとコレットの上司。通常攻撃は、拡散する3枚のコインを3回投げる技。射程は長いが、近距離ほど威力が上がる。必殺技は、前方広範囲に5枚の紙幣を飛ばす技。こちらは遠距離ほど威力が上がる。飛ばした紙幣は少し経つと壁を貫通しながら自分の元へ戻ってくる。ガジェットは、一定時間経つと爆発するブタの貯金箱を設置し、周りの敵に1000ダメージを与えつつ障害物を破壊する「ブタの貯金箱」と、次の通常攻撃で投げるコインが3枚増える「コインの雨」。スターパワーは、通常攻撃の発射速度が25%増加する「釣りはいらねえ」と、2秒ごとに現在失っている体力の15%を回復する「V字回復」。
グロム（Grom）
声 - Gordon Gibson
スターパークで警備員をしている子供嫌いの男性キャラ。いつも赤いフードで顔を覆っている。通常攻撃も必殺技も着弾地点で十字型に爆発する爆弾を投げる技で、壁を越えて攻撃できる。リロード速度が遅い。必殺技は範囲がさらに広く、障害物も破壊できる。ガジェットは、カメラを設置し、破壊されるまで範囲内の草むらの中を可視化する「監視カメラ」と、次の通常攻撃で3つの爆弾を投げる「無線チェック」。スターパワーは、必殺技ゲージ満タン時に移動速度が15%増加する「巡回警備」と、通常攻撃の威力が爆発の広がった距離に応じて最大30%増加する「Xファクター」。
ボニー（Bonnie）
声 - Bindy Coda
スタントショーで人間大砲を披露している少女で、ジャネットの妹。通常攻撃は、大砲から長射程の弾を撃つ技。装弾数が1つしかないが、リロード速度が速い。必殺技では大砲から自身を撃ち出して中距離を飛び、着地時にダメージを与える。使用後、生身状態になって能力が変化する。生身状態の間は最大体力とリロード速度が減少するが、移動速度が増加して装弾数が3つになり、必殺技ゲージが自動で溜まっていく。さらに、通常攻撃が3つの手榴弾による高威力の近接攻撃に変化し、再度必殺技を使うと大砲状態に戻る。ガジェットは、大砲状態の時、5秒間移動速度とリロード速度が30%増加する「シュガーラッシュ」と、生身状態の時、短距離をダッシュし、当たった敵に2320ダメージを与えノックバックさせる「衝突試験」。スターパワーは、必殺技の飛距離が36%増加する「ブラックパウダー」と、大砲状態での通常攻撃が敵に当たると4つに分裂するようになる「親知らず」。
ハンク（Hank）
声 - Austen Moret
フグのような見た目の戦車に乗った小さなエビのキャラ。体力は全キャラ中3位。通常攻撃は、攻撃ボタン長押しで泡を膨らませ、離すと破裂させて攻撃する技。装弾数が1つしかなく、膨らませるにつれて威力と攻撃範囲が強化される（最大3秒）。必殺技は、敵や壁に当たるまでまっすぐ飛ぶ魚雷をあちこちに発射する技。ガジェットは、次の通常攻撃が当たった敵の移動速度を3秒間遅くする「ウォーターバルーン」と、3秒間受けるダメージを40%軽減する「隠れ蓑」。スターパワーは、泡が80%以上膨らんでいる状態の間移動速度が10%増加する「ブロウアップ」と、障害物の近くにいる間に受けるダメージを20%軽減する「一時避難」。
モーティス（Mortis）
声 - Ed Mace / 阪口周平(日本版)
吸血鬼のような見た目の男性キャラ。通常攻撃はシャベルを振った勢いでダッシュして攻撃する技。リロード速度が非常に遅い。時間経過により「ダッシュゲージ」が溜まっていき、ゲージ満タン時に攻撃を繰り出すとダッシュ距離が大幅に増加する。必殺技では吸血コウモリの群れを召喚し、与えたダメージの125%分の体力を回復する。ガジェットは、その場で回転斬りを繰り出し、当たった敵に1880ダメージを与える「コンボスピナー」と、4秒間リロード速度が増加する「サバイバルシャベル」。スターパワーは、敵を倒すと全体力のうち20%回復する「魂狩り」と、ダッシュゲージが通常より2秒早く溜まる「蛇の跳躍」。
タラ（Tara）
声 - Martin Schjoler
忍者のような見た目の女性キャラ。通常攻撃は、敵を貫通する3枚のタロットカードを飛ばす技。リロード速度が遅い。射程は長いが、近距離ほど威力が上がる。必殺技は、狙った場所に範囲内の敵を引き寄せるブラックホールを出現させる技。引き寄せられている間に敵は動けず、ブラックホールの中央まで引き寄せられた後、ダメージを受けノックバックする。ガジェットは、4秒間味方全員が草むらの中を透視できるようになる「サイキック活性化剤」と、自動で敵を攻撃する弱い影を3つ出現させる（6秒経つと影は消える）「彼方の使者」。スターパワーは、必殺技使用時にタラの影が現れ、敵を攻撃する「影武者」と、必殺技使用時にタラの影が現れ、自分や味方の体力を回復してくれる「癒しの影」。
ジーン（Gene）
声 - 不明
ランプの魔人のような見た目のキャラ。通常攻撃は、ランプから魔法の弾を撃つ技。この弾は敵に当たらなかった時に6つに分裂する。リロード速度が遅い。必殺技では、敵を引き寄せる魔法の手を発射。障害物を貫通するため、障害物に隠れた敵も引き寄せることができる。ガジェットは、周りの敵をノックバックさせる風を発生させ、成功すると自身の体力のうち10%回復する「風おこしランプ」と、射程内にいるすべての敵にホーミングミサイルを発射し、飛距離に応じて最大1459ダメージを与える「復讐心」。スターパワーは、周りの味方の体力を毎秒547ずつ回復する「魔法の吐息」と、必殺技が当たった敵に1824ダメージを与える「一発入魂」。
MAX（マックス）
声 - Sandra Osborne
スーパーヒーローのような衣装を身につけた女性キャラ。通常攻撃は4発の弾を撃つ技で、装弾数が4つあるのが最大の特徴。リロード速度も速い。必殺技では、自分と範囲内の味方の移動速度を4秒間大幅に増加させる。ガジェットは、短距離を無敵状態で素早くダッシュする「ギアチェンジャー」と、発動から3秒後に瞬時に発動地点へワープし、その間に受けたダメージを全回復する「スニークスニーカー」。スターパワーは、移動中に必殺技ゲージが少しずつ溜まる「スーパーチャージ」と、移動中にリロード速度が増加する「ダッシュリロード」。
ミスターP（Mr.P）
声 - Martin Schjoler
ペンギンのような見た目のキャラで、「スノーテル」というホテルの経営者。通常攻撃は、スーツケースを投げる技。敵や壁に当たるか一定距離飛ぶとバウンドし、着弾時に爆発。壁に当てるとバウンド時に壁を越える。必殺技は、小さなロボペンギンを召喚する拠点を設置する技。ロボペンギンは近くの敵を自動で追尾し、敵に追いつくと弾を撃って攻撃する。倒されても拠点が破壊されるまでは一定時間経つと再出現する。ガジェットは、現在出現しているロボペンギンの体力を全回復させ、体力を1224、攻撃力を205強化する「サービスベル」と、次の通常攻撃の着弾地点に通常より弱いロボペンギンを1体出現させる「応援ポーター」。スターパワーは、バウンド後の通常攻撃の威力が40%増加する（クールタイム4秒）「真心込めて」と、ロボペンギンの体力が20%、攻撃力が30%増加する「回転扉」。
スプラウト（Sprout）
声 - 不明
植物を育てるために作られたロボットで、顔が描かれた黄色い紙が貼られている。通常攻撃は、壁などで跳ね返りながら転がり、敵に当たるか一定距離転がると爆発する種爆弾を発射する技。壁を超えて攻撃できる。必殺技は、狙った場所に一定時間植物でできた壁を生み出す技で、敵の進路を塞いだり攻撃を防いだりできる。ガジェットは、草むらを1マス消費して体力を1620回復する「花畑の保護土」と、必殺技で生成した壁を破壊する代わりに、瞬時に必殺技ゲージを満タンにする「トランスプラント」。スターパワーは、通常攻撃の爆発範囲が広くなる（クールタイム5秒）「急速成長」と、草むらの中にいる間に受けるダメージを30%軽減する（草むらから出ても少しの間効果が継続する）「光合成」。ハイパーチャージは「ちくちくいばら」。
バイロン（Byron）
声 - Steven Kelly
劇薬のセールスマンをしている老人。通常攻撃は、杖から長射程の薬弾を発射し、敵に当たると継続ダメージを与え、味方に当たると体力を徐々に回復させる技。リロード速度が速い。必殺技は、狙ったところに薬瓶を投げ込む技。
スクウィーク（Squeak）
声 - Martin Schjoler
ラフスによって偶然生み出されたジェル状の生命体。通常攻撃は、敵や壁にくっつき、時間差で爆発するジェルを投げる技。リロード速度が非常に遅い。必殺技は、狙った場所に着弾地点で6つに分裂するジェルの塊を投げる技。分裂したジェルは通常攻撃と同じ効果を持つ。ガジェットは、次の通常攻撃の射程距離が2倍、威力が1.5倍になる「ネジ巻き」と、次の通常攻撃の爆発範囲内の草むらの中を6秒間可視化しつつ、範囲内の敵の移動速度を遅くする「不純物」。スターパワーは、通常攻撃の威力が爆発範囲内の敵1人につき15%増加する「連鎖反応」と、必殺技が当たった敵の移動速度を4秒間遅くする「超粘着質」。
グレイ（Gray）
声 - 不明
無声映画に出演する俳優である男性キャラ。職業柄なのかほとんど喋らず、ボイスは攻撃時に発するオノマトペのみである。通常攻撃は、指先から弾を撃つ技。リロード速度が速い。必殺技は、狙った位置と自分のいる位置に、自分や味方が2地点間をワープできるワープホールを設置する技。ガジェットは、次の通常攻撃が壁を貫通し、当たった敵を引き寄せるようになる「ウォーキングステッキ」と、次の通常攻撃の着弾地点にピアノを落とし、当たった敵にダメージを与えつつ障害物を破壊する「グランドピアノ」。スターパワーは、体力が満タンの時に受けるダメージを半減する「マリーシア」と、ワープホールを通った自分や味方の体力を1254回復する「ワープマジック」。
ウィロー（Willow）
声 - 不明
半魚人のような見た目の女性キャラ。通常攻撃は、水の入った袋を投げ、当たった敵に継続ダメージを与える技。壁を超えて攻撃できるが、リロード速度は遅い。必殺技は、巨大なオタマジャクシを投げ、くっついた敵を少しの間洗脳する技。洗脳中は対象の移動と通常攻撃を操れるが、その間自身は無防備となる（受けるダメージは軽減される）。また、対象の体力が30%以下になると強制的に解除される。ガジェットは、次の通常攻撃の威力が500増加し、単発ダメージになる「トランス」と、2秒間無敵になるが、その間は行動できなくなる「ダイブ」。スターパワーは、通常攻撃が当たった敵のリロード速度を少しの間25%減少させる「恋は盲目」と、洗脳中の敵の移動速度が25%増加する「君に夢中」。
ダグ（Doug）
声 - Austen Moret
サンバイザーを被った赤紫色の恐竜で、「ヴェロシラピッズウォーターパーク」でバズと共に働いている。通常攻撃は、周囲に衝撃波を起こし、敵にはダメージ、味方には回復を与える技で、近距離ほど効果が上がる。必殺技は、自分または味方1人にホットドッグを投げる技で、当たってから一定時間以内に倒されるとその場ですぐに復活する。ガジェットは、次の通常攻撃でダメージを与えられなくなるが、回復量が2倍になる「ダブルソーセージ」と、次の通常攻撃で味方を回復できなくなるが、ダメージが2倍になる「マシマシマスタード」。スターパワーは、味方を復活させると、自身の最大HPの100%分、自身を回復する「ファストフード」と、通常攻撃をするたびに自身の体力を通常回復量の20%分回復する「セルフサービス」。
チャック（Chuck）
声 - 不明
蒸気機関車のような見た目の車椅子に乗った男性キャラ。幽霊列車の車掌として働いている。通常攻撃は、持続時間の長い蒸気を発射する技。必殺技は、狙った場所に信号機を設置する技。2つまで設置でき、信号機の近くで必殺技を使うと別の信号機の位置へ猛ダッシュし、当たった敵にダメージを与える（壁は越えられない）。ガジェットは、一番近くの信号機を消す代わりに、瞬時に必殺技ゲージを満タンにする「振替輸送」と、次の必殺技で壁をすり抜けられるようになる「幽霊鉄道」。スターパワーは、信号機の最大設置数が1つ増える「ピットストップ」と、必殺技が当たった敵の弾を33%奪う「切符を拝見！」。
スパイク（Spike）
声 - なし
サボテンのような見た目のキャラで、全キャラの中で唯一ボイスが一切ない。通常攻撃で投げるサボテンは、敵や壁に当たるか一定距離飛ぶと爆発してトゲをあちこちに飛ばす。リロード速度が遅い。必殺技では、狙った場所に一定時間トゲの海を生み出し、範囲内の敵にダメージを与えつつ移動速度を遅くする。ガジェットは、ダメージ1120のトゲを3回あちこちに発射する「破裂トゲクッション」と、サボテンを設置し、破壊されると周りの味方の体力を1440回復する「ライフプラント」。スターパワーは、必殺技の範囲内にいると体力が毎秒1200ずつ回復する「栄養補給」と、通常攻撃のトゲがカーブして当たりやすくなる「カーブシュート」。
クロウ（Crow）
声 - 不明
カラスのような見た目のキャラ。通常攻撃は、毒を塗った3本の短剣を飛ばす技。リロード速度が速く、攻撃が当たった敵はしばらくの間毒状態になる。毒状態の間はあらゆる回復効果が40%減少し、継続ダメージを受ける。必殺技では、大ジャンプして離陸と着陸の時に毒の短剣をあちこちに飛ばす。ガジェットは、3秒間受けるダメージを40%軽減する「防御ブースター」と、毒状態の敵全員の移動速度を2秒間遅くする「スローダウンポイズン」。スターパワーは、毒状態の敵の攻撃力を15%減少させる「猛毒」と、体力が半分以下の敵に対する攻撃力が243増加する（毒のダメージも上がる）「カリオン・クロウ」。
レオン（Leon）
声 - Thomas Hagena
カメレオンのような衣装を身につけた少年で、ニタとは兄弟。通常攻撃で飛ばす4つの手裏剣は射程が長いが、近距離ほど威力が上がる。必殺技は、6秒間姿を消す技。攻撃すると効果が切れる。敵に密着すると、敵に気づかれていることを示す目のマークが出る。ガジェットは、分身を出現させて敵を惑わす（分身は近くの敵を追いかけ回すが攻撃はしない）「クローンプロジェクター」と、キャンディを設置し、破壊されるまで範囲内の自分や味方の姿を隠す「ロリポップドロップ」。スターパワーは、必殺技発動中に移動速度が30%増加する「煙遁の術」と、必殺技発動中に体力が毎秒1360ずつ回復する「インビジヒール」。ハイパーチャージは「雲隠れ」
サンディ（Sandy）
声 - Patrick Pedraza
いつも眠そうにしている男性キャラ。通常攻撃は、光り輝く砂を投げて攻撃する技。威力は低いが、攻撃範囲は比較的広い。必殺技は、広範囲に砂嵐を発生させて9秒間範囲内にいる自分や味方の姿を隠す技。レオンのものと同じく、敵に密着すると目のマークが出て気づかれる。ガジェットは、1.5秒間眠って無防備になる代わりに、体力を全回復する「睡眠刺激薬」と、次の通常攻撃が当たった敵を1秒間眠らせる（ただし攻撃を受けると起きる）「甘い夢」。スターパワーは、必殺技の範囲内にいる敵に毎秒205ダメージを与える「荒ぶる砂」と、必殺技の範囲内にいる味方や自分の体力を毎秒361ずつ回復する「癒しの風」。
アンバー（Amber）
声 - Leah Arscott
松明を持ったオレンジ色の髪の女性キャラ。通常攻撃は、松明から炎を出して攻撃する技。この技は弾数が固定されておらず、攻撃ボタンを長押しすることで炎を出し続けることができ、それに応じて弾数のゲージが減っていく。必殺技は、狙った場所に燃料の入ったフラスコを投げ、広範囲に燃料の水たまりを発生させる技。燃料に通常攻撃を当てると着火でき、触れた敵に継続ダメージを与える。また、草むらを燃やすこともできる。ガジェットは、3秒間移動速度が増加し、移動した跡に燃料を発生させる「ファイアスターター」と、5秒間自分の周りを回る3つの火の玉を出現させ、当たった敵に1900ダメージを与える「ダンシングフレイム」。スターパワーは、必殺技で燃料の水たまりを同時に2つまで発生できるようになり、燃料の範囲内にいると必殺技ゲージが少しずつ溜まる「ワイルドフレイム」と、燃料の範囲内にいるとリロード速度が1.5倍になる「フレイムアブソーブ」。
メグ（Meg）
声 - Sheila Morris
普段は自動販売機の修理屋をしている大人しい少女だが、愛用のメカに乗り込むと凶暴な性格になる。体力が全キャラ中ワースト2位。通常攻撃は、銃から弾を2発撃つ技。威力は全キャラ中最低だが、リロード速度が速い。必殺技では、巨大なメカに乗り込んで自身の能力を変化させる。メカ状態の間は最大体力が増加し、通常攻撃が8つの弾を連射する技、必殺技が腕を大きく振って攻撃する技に変化する。メカが破壊されると強制的に元の状態に戻る。ガジェットは、5秒間メカの体力を毎秒466ずつ回復する「急速チャージ」と、箱を設置し、破壊されるまで範囲内の味方のリロード速度を35%増加させる「ツールボックス」。スターパワーは、メカが破壊されると10秒間受けるダメージを25%軽減する「相棒の加護」と、メカが破壊された際、周りの敵に2160ダメージを与えノックバックさせる「メタルショック」。
シーズン18に伴うアップデートで大幅なリワークが行われ、メカ状態で試合開始やリスポーンするようになったが、メカの性能は低下した。
チェスター（Chester）
声 - Kai Skrotzki
悪戯好きなピエロの男性キャラ。通常攻撃で投げる鈴は投げるたびに数が変化し、1個、2個、3個、4個の順で繰り返される。必殺技では、5つの中からどれか1つの技を出す。候補は障害物を破壊する爆弾投げ、周囲の敵の移動速度減少、毒ガスによる継続ダメージ、自身の体力回復、長射程の気絶付与攻撃の5つで、ゲージが溜まるまでどの技になるかはわからない。ガジェットは、次に出す必殺技をランダムで別の技に入れ替える「ダイスロール」と、リロード速度増加、攻撃力増加、移動速度増加、持続回復のどれかが5秒間発生する「ドッキリキャンディ」。スターパワーは、「ピエロのオマケ」と、次に出す必殺技が常にわかるようになる「ネタバラシ」。
ゲイル（Gale）
声 - Dean Compoginis
スノーテルで働いている疲れ知らずの老人。通常攻撃は6つの雪玉を発射する技。リロード速度が速い。必殺技は、吹雪を起こして広範囲の敵を押し戻す技。ガジェットは、乗ると短距離をジャンプするばねをその場に設置する「バネジャンプ」と、その場に一定時間竜巻を発生させ、触れた敵を強制的にジャンプさせる「ツイスター」。スターパワーは、必殺技で押し戻されて障害物にぶつかった敵を1.2秒間気絶させる「暴風」と、通常攻撃が当たった敵の移動速度を0.5秒間遅くする「凍てつく雪」。
サージ（Surge）
声 - Steven Kelly
サングラスをかけたパーティー好きのロボット。通常攻撃は、敵に当たると2つに分裂する弾を撃つ技。リロード速度が遅い。必殺技では大ジャンプして衝撃波を起こし、自身をパワーアップさせ、周囲の敵をノックバックさせる。最大4段階までパワーアップでき、第1段階で移動速度が増加、第2段階で通常攻撃の射程距離が増加、第3段階で通常攻撃の弾が4つに分裂するようになる、第4段階で通常攻撃の弾が6つに分裂するようになる。パワーアップの段階は倒されるとリセットされる。ガジェットは、10秒間自身を1段階パワーアップする「パワーサージ」と、発動から2秒以内に攻撃を受けると、ダメージを半減し、瞬時に弾を2発リロードする「パワーシールド」。スターパワーは、通常攻撃の弾が壁に当たっても分裂するようになる「マキシマムショット」と、必殺技を一度でも使っていれば、倒されても1段階パワーアップした状態でリスポーンできる「ベストタイミング」。
コレット（Collete）
声 - Katie Snyder
スクラップブックを持った白い髪の女性キャラで、エドガーの同僚。通常攻撃は、長射程のハートを投げ、敵の残り体力の37%分のダメージ（最小ダメージはレベル11の状態で1000）を与える技。必殺技は、往復で素早くダッシュし、敵の最大体力の20%分のダメージを行きと帰りの2回与える技。どちらの攻撃も、敵キャラ以外の対象に与えるダメージは固定になる。ガジェットは、次の通常攻撃の威力が1500増加する「反骨精神」と、発動から5秒間、通常攻撃で与えたダメージの80%分の体力を回復する「インセンティブ」。スターパワーは、必殺技が当たった敵をダッシュの最大距離までノックバックさせる「ダメ押し」と、必殺技発動時に5秒間受けるダメージを20%軽減するシールドを張り、必殺技が当たった敵1人につき軽減率が10%増える「重税」。
ルー（Lou）
声 - John Mondelli
スノーテルで働いているアイス製造ロボット。通常攻撃は3つの氷の弾を発射する技。リロード速度が速い。攻撃が当たるたびに敵の「凍結ゲージ」が蓄積されていき、ゲージが最大まで蓄積された敵は1.5秒間気絶する。凍結ゲージは時間経過により減少する。必殺技は、狙った場所に冷たいシロップの入った缶を投げ、広範囲の地面を一定時間凍らせる技。範囲内の敵は滑って動きづらくなり、少しずつダメージを受けるほか、凍結ゲージが少しずつ蓄積されていく。ガジェットは、1秒間無敵になるが、その間は行動できなくなる「アイスブロック」と、必殺技の範囲内にいる敵の凍結ゲージを瞬時に50%蓄積させる「氷結シロップ」。スターパワーは、必殺技による凍結ゲージの蓄積速度が33%増加する「スーパークール」と、凍結ゲージが蓄積されている敵の攻撃力をゲージの量に応じて最大50%減少させる「低体温」。
ラフス（Ruffs）
声 - Blythe Melin
「スターフォース宇宙船」の高官を務める犬。通常攻撃は、銃から壁や障害物で跳ね返るレーザー光線を2発撃つ技。リロード速度が速い。必殺技では、狙った場所に宇宙からの支援物資を投下してダメージを与え、物資を取った自分や味方の体力と攻撃力を増加させる。パワーアップ効果は倒されるまで継続する。ガジェットは、自分の周りに敵の攻撃を防ぐ3つのすり抜け可能な壁を出現させる「バリケード」と、一番近くの敵に上空からダメージ1064のミサイルを9発放つ「エアサポート」。スターパワーは、必殺技の落下ダメージが120%に増加し、障害物を破壊できるようになる「制空」と、周りの味方の最大体力を毎秒30ずつ増加させる（倒されると元に戻る）「一括昇格」。
かつては「ラフス大佐」という名前だったが、シーズン14で改名された。公式は改名の理由について「ブロスタの理念は『お茶目で元気なゲーム』だから」と述べている。
ベル（Belle）
声 - Elizabeth Dean
各地で強奪を繰り返すお尋ね者の女性キャラで、右腕には金でできた義手を、歯には金歯をつけている。通常攻撃は、長射程の電撃の弾を発射し、当たった敵を一時的に痺れさせる技。リロード速度が速い。痺れている敵の近くに他の敵がいると、その敵に電撃が飛び移ってダメージを与える。この効果は3回まで連鎖する。必殺技では、特殊な弾丸を発射し、当たった敵があらゆる攻撃から受けるダメージを増加させる。効果はその敵が倒されるまで継続する。ガジェットは、その場に敵から見えない罠を設置し、踏んだ敵に624ダメージを与えつつ移動速度を3秒間遅くする「ビリビリトラップ」と、次の通常攻撃が壁で跳ね返るようになる「逆極性」。スターパワーは、通常攻撃で痺れている敵がいる間に受けるダメージを20%軽減する「フレミング」と、必殺技が当たった敵が5秒間リロードできなくなる「感電」。
バズ（Buzz）
声 - J. Thomas Gordy
サングラスをかけた小さな緑色の恐竜で、ヴェロシラピッズウォーターパークでライフガードをしている。通常攻撃は、笛を吹いて短射程、広範囲を攻撃する技。リロード速度が非常に速い。必殺技では、魚雷の形をした救命ブイを投げ、敵や壁に当たるとその位置へ一気に移動する。移動後、周りの敵は気絶し、移動距離に応じて気絶時間が長くなる（最大1.5秒）。また、バズは「チャージエリア」という能力を持つ。自分の周りを囲む青い円の中に敵がいると必殺技ゲージが自動で溜まっていき、エリア内の敵が多いほどゲージが溜まる量も多くなる。ガジェットは、瞬時に必殺技ゲージを満タンにする代わりに、次の必殺技で敵が気絶しなくなる「緊急ブイ」と、チャージエリア内の草むらの中を12秒間可視化する「X線ゴーグル」。スターパワーは、必殺技での気絶時間が0.5秒長くなる「魚雷改」と、チャージエリアの範囲が33%拡大される「鋭い眼差し」。
アッシュ（Ash）
声 - Russ Bain
箒と塵取りを持ったゴミ箱のような見た目のキャラ。名前の由来は、英単語の「Trash（ゴミ箱）」。通常攻撃は、箒を地面に叩きつけて衝撃波を起こす技。ダメージを与えたり受けたりすると「怒りゲージ」が溜まっていき、ゲージの量に応じて移動速度と攻撃力が増加する。怒りゲージは時間と共に減少する。必殺技は、近くの敵を自動で追尾し、敵に当たると爆発する5体のネズミ型ロボットを出現させる技。ガジェットは、怒りゲージを全消費し、消費したゲージの量に応じて体力を最大2964回復する「鎮静剤」と、体力を25%消費する代わりに、瞬時に怒りゲージを40%溜める「バナナの皮」。スターパワーは、弾数が満タンの時に通常攻撃を当てると怒りゲージの上昇率が3倍になる「綺麗好き」と、リロード速度が怒りゲージの量に応じて最大40%増加する「大激怒」。
ローラ（Lola）
声 - 不明
キツネのスカーフを巻いた緑色の髪の女性キャラで、映画の主演女優でもある。通常攻撃は、スカーフから星を連射する技。必殺技は、自分と全く同じ行動を取る分身を出現させる技。分身は体力が本体より低く、本体の近くにいると攻撃力が半減する。ガジェットは、分身が受けるダメージを4秒間半減するが、その間分身は移動できなくなる「シャッターチャンス」と、分身と自分の位置を瞬時に入れ替え、それぞれの体力を1520回復する「スタントダブル」。スターパワーは、弾数が1の時に通常攻撃を繰り出すと威力が30%増加する「即興劇」と、分身が繰り出す通常攻撃が当たった自分や味方の体力を208ずつ回復する「痛いの飛んでけ」。
ファング（Fang）
声 - Nicholas Contreras 
低予算の格闘技映画に出演する俳優の卵である男性キャラ。通常攻撃は、高威力の蹴りを繰り出し、蹴りが外れた時は前方へ靴を飛ばす技。リロード速度が非常に速い。必殺技は、高速で飛び蹴りを繰り出す技。命中後射程内に他の敵がいる場合、その敵に向かって再度飛び蹴りを繰り出す。この効果は3回まで連鎖する。ガジェットは、爆発するポップコーンをあちこちに飛ばし、1個当たり1088ダメージを与える「ポップシュート」と、回し蹴りを繰り出し、当たった敵を0.5秒間気絶させる「回し蹴り」。スターパワーは、必殺技で敵を倒すと瞬時に必殺技ゲージが満タンになる「ボーナススニーカー」と、敵から受けたダメージの内の688ダメージを軽減する（クールタイム3秒、最大軽減率は受けたダメージの90%）「厚底シューズ」。
イヴ（Eve）
声 - 不明
宇宙から来た小さなノミのエイリアン。通常攻撃は3つの卵を発射する技。卵は小中大の順番で発射され、それぞれ威力が異なる。必殺技では、一定時間経つと3体の「ベビー」が生まれる卵を設置する。ベビーは近くの敵を追尾し、敵に当たると継続ダメージを与える。また、イヴは常に宇宙船に乗って浮遊しているため、マップ上の池や穴の上を通過できるという独自の能力を持つ。ガジェットは、その場にベビーを1体出現させて大ジャンプする「ベビーシッター」と、現在設置している卵から生まれるベビーが自分や味方の体力を回復するようになる「無条件の愛」。スターパワーは、通常攻撃で発射する卵の順番が逆になる「摂理への冒涜」と、大サイズの卵が当たった時に通常より弱いベビーを1体出現させる（クールタイム5秒）「ベビーシャワー」。
ジャネット（Janet）
声 - Sam Slade
ヘルメットを被ったポニーテールの女性キャラ。スタントショーでアクロバットと歌を披露している。通常攻撃は、音波を発射して攻撃する技。エイムを続けることで攻撃範囲が集約されていき、射程が伸びるが範囲は狭くなる。必殺技は、一定時間ジェットパックで空を飛び、敵の頭上から爆撃をする技。ガジェットは、スピーカーを設置し、破壊されるまで範囲内の敵に毎秒188ダメージを与える「低音スピーカー」と、次の通常攻撃の射程に応じた距離だけ後方に吹っ飛ぶ「舞台裏直行券」。スターパワーは、必殺技発動中に広範囲の草むらの中を可視化する「特等席」と、通常攻撃の集約速度が30%増加する「発声練習」。
オーティス（Otis）
声 - Martin Schjoler
深海から来た小さな一つ目の生物で、壁を見つけては腕のようなホースを使ってストリートアートを披露している。通常攻撃はホースから3つのインク弾を撃つ技。必殺技では相棒のヒトデ「シル」を飛ばし、くっついた敵に継続ダメージを与えつつ移動以外のあらゆる行動を少しの間封じる。ガジェットは、次に飛ばすシルが当たらなかった時、敵が踏むまで地面に留まり続ける「スリープスター」と、次の通常攻撃が1発の弾になり、着弾地点に少しの間水たまりを発生させて範囲内の敵に毎秒810ダメージを与える「黒潮」。スターパワーは、シルが敵にくっつく時間が33%長くなる「ぺったんこシール」と、通常攻撃で撃つインク弾が4つになる「詰替用インク」。
サム（Sam）
声 - 不明
茶色い髭を生やした男性キャラで、ベルの仲間。通常攻撃は、両腕に装着した「ナックルバスター」を使ったパンチ攻撃。装着中は必殺技ゲージが満タンになる。必殺技ではナックルバスターを投げつけて攻撃する。使用後は攻撃力が減る代わりにリロード速度、攻撃速度が速くなり、少しの間移動速度が増加する。ナックルバスターは地面に残り、ゲージを溜めて再度必殺技を使うか直接拾うことで再装着できる。ガジェットは、地上のナックルバスターの近くに敵を引き寄せる「磁界」と、次に投げるナックルバスターの着弾地点付近の敵をノックバックさせる「パルスウェーブ」。スターパワーは、ナックルバスターの再装着時に体力を20%回復する「元気復活」と、地上のナックルバスターの近くに敵がいると必殺技ゲージが少しずつ溜まる「リモートチャージ」。
バスター（Buster）
声 - Paul Moran
サングラスをかけた男性キャラで、ファングの親友。スターパークの映画館で映写係として働いている。通常攻撃はプロジェクターから光の波を放つ技で、近距離ほど威力が上がる。必殺技では、プロジェクターから一定時間光の壁を投影し、前方からの攻撃を跳ね返す。発動中は向きを一切変えられず、移動速度も減少するが、通常攻撃で動作をキャンセル可能。また、バスターは「チャージエリア」を持つが、こちらはエリア内に味方がいると必殺技ゲージが溜まる。ガジェットは、自分とチャージエリア内の味方の体力を889×味方の人数回復する「ユーティリティベルト」と、次の通常攻撃が当たった敵を引き寄せ、さらに2秒間移動速度を遅くする「コマ落とし」。スターパワーは、通常攻撃の威力がチャージエリア内の味方1人につき15%増加する「ブロックバスター」と、必殺技発動中に受けるダメージを10%軽減し、状態異常を無効化する「防弾チョッキ」。
マンディ（Mandy)
声 - Nola Klop 
「キャンディランド」のCEOを務める女性キャラ。チェスターをひどく嫌っている。通常攻撃は、杖から長射程のキャンディを撃つ技。その場で静止すると「集中力ゲージ」が溜まっていき、ゲージ満タン時は射程が伸びて全キャラ中最長になる（一歩でも動くと解除される）。必殺技は、マップの端から端まで届く砂糖の光線を放つ技。発生は遅いが威力が高く、敵や障害物を貫通する。ガジェットは、次の通常攻撃が当たった敵の移動速度を2.5秒間遅くする「キャラメトル」と、次の通常攻撃が敵や障害物を貫通するようになる「クッキークランブル」。スターパワーは、集中力ゲージ満タン時に通常攻撃の弾速が20%増加する「視界良好」と、集中力ゲージ満タン時に受けるダメージを30%軽減する「ハードキャンディ」。
R-T（アールティー）
声 - 不明
スターパーク内を案内する案内板。通常攻撃で撃つ弾に当たった敵は少しの間マーキングされ、あらゆる攻撃から追加ダメージを受ける。必殺技は、自身の頭と体を分裂させる技。体はその場に残り、頭と同時に通常攻撃を行うが、片方が倒されると強制的に退場となる。発動中は通常攻撃がジャッキーのような範囲攻撃に変化し、再度必殺技を使うと瞬時に体の位置へワープ・合体し、体力を回復する。ガジェットは、頭から体へ信号を送り、当たった敵に700ダメージを与え移動速度を少しの間遅くする「以心伝心」と、マーキング中の敵全てにダメージを与える「一斉起爆」。スターパワーは、マーキングの時間が3秒長くなる「高速演算」と、必殺技発動中に頭、体両方が受けるダメージを20%軽減する「レコーディング」。
メイジー（Maisie）
声 - 不明
スターパークの映画館でセーフティアシスタントとして働く女性キャラで、バスターとファングのお姉さん的存在。通常攻撃は、右腕に装着した消火器から飛距離に応じて弾速が上がる消火剤を撃つ技。必殺技では広範囲に衝撃波を起こし、範囲内の敵をノックバックさせる。ガジェットは、前方にダッシュしながら衝撃波を起こし、当たった敵を0.5秒間気絶させる「戦略的撤退」と、弾を1発リロードし、次の通常攻撃が敵の減少体力の30%分の追加ダメージを与える「フィニッシャー」。スターパワーは、通常攻撃の最大射程におけるダメージが20%増加する「精密射撃」と、必殺技が当たった敵の移動速度を2秒間遅くする「ガクブルソニック」。
コーデリアス（Cordelius）
声 - Nicholas Contreras
ガスマスクをつけたキノコ頭の男性キャラ。「不思議の森」を管理する園芸家で、キノコに目がない。通常攻撃は2つのキノコを飛ばす技。リロード速度が速い。必殺技は、壁を貫通するキノコを投げ、自分と当たった敵を異次元へワープさせる技。異次元にいる間は移動速度とリロード速度が増加し、他のキャラは一切手出しできなくなる。一定時間経つか片方が倒れると元に戻る。また、コーデリアスは「チャージエリア」を持つ。ガジェットは、短距離をジャンプする「キノコジャンプ」と、次の通常攻撃が当たった敵の攻撃を1秒間封じる「フウジダケ」。スターパワーは、2つ目のキノコの威力が30%増加する「キノコンボ」と、異次元にワープした際に3つのキノコを出現させ、自分が取ると体力を回復し、敵が取るとダメージを与える「キノコキングダム」。
パール（Pearl）
声 - 不明
ベルとサムが作ったオーブン型ロボットで、2人にとっては娘のような存在。通常攻撃は、焼きたてのクッキーを連射する技。必殺技では周囲に衝撃波を起こし、障害物を破壊しつつダメージを与える。また、攻撃をせずにいると「熱ゲージ」が溜まっていき、ゲージが多いほど攻撃力が増加する。熱ゲージは通常攻撃と必殺技の使用により減少する。ガジェットは、次の通常攻撃が当たった敵に3秒間で60%の追加ダメージを与える「焼きすぎ君」と、次の通常攻撃が当たった味方の体力をダメージ量の25%回復する「愛の形」。スターパワーは、必殺技で消費する熱ゲージの量が半減する「熱管理」と、熱ゲージが80%以上溜まっている間に受けるダメージを20%軽減する「熱防御」。

シェイド(shade)
　 声-不明
ガスと幽霊鉄道で出会い、大の親友。体は見えないが洋服を着ており、イカしたサングラスをかけている。通常攻撃はハグをするようなモーション。リロード速度は速いが、攻撃速度が遅い。通常攻撃には火力が高い中心と火力が低い外側があり、扇形。さらに、壁を貫通して攻撃することができる。中心で捉えると通常でで3200ダメージ。必殺技は幽霊になり壁などを通り抜けて動くことができる。バズと同じように必殺技は範囲内に敵が入ると溜まっていく。スターパワーは幽霊時の被ダメージを軽減するスペクトルアーマー、通常攻撃で中心で捉えると移動速度が2秒間上がるポルターヘイストがある。ガジェットは周囲の敵をビックリさせ、移動速度を低下させるジャンプスケア、通常攻撃の射程が伸びるロングアームがある。
ミープル（Meeple）
声 - 不明
古今東西のボードゲームに精通していて、ズルをするプレイヤーが大嫌い。通常攻撃は、チェスの駒を発射するようなモーション。一番近くの敵をわずかに追尾する。必殺技では、ミープル自身がズルをして、20面ダイスで21を出し、10秒間にわたって範囲内のすべての味方の発射物が障害物を貫通するようになる。ガジェットは、次の通常攻撃の着弾地点にサイコロの塔を設置し、敵に500ダメージを与える「マンション・オブ・ミープル」と、近くの敵に突撃してスタン+ノックバックさせる「キレ落ち」があり、自身のHPが少なくなるほどスタンとノックバック性能が強化される。スターパワーは、障害物を貫通した攻撃の与ダメージが600上昇する「プリズンガード」と、必殺技の範囲内の味方のリロード速度を20%上昇させる「法の曲解」。

## 開発
2014年、Supercellは、League of Legendsやオーバーウォッチのような要素を持つモバイルデバイス向けのチームゲームの開発に着手した。開発チームリーダーのFrank Keienburgによれば、開発チームの焦点は、つまらないものを取り除きつつ、より多くの深みを維持することにあったという 。また、ゲームには3対3の他にバトルロイヤルモードが含まれているが、同氏は「プレイテストの段階で、バトルロイヤルの要素はPUBGやフォートナイトのリリースによってバトルロイヤルゲームというジャンル全体が確立する前にすでに実装されており、トレンドを模倣しようとしたわけではない」と述べている。
開発に初期から関わっているJon Franzasによれば、元々本作は宇宙をテーマとしたSF風のゲームとして開発されていたが、「宇宙という設定から新鮮な切り口を見つけるのはとても大変」だったという。そのため、開発チームはテーマを宇宙から西部劇に変更し、さらにそれに様々な要素を付け加え、全く新しい世界観へと変化させた。
2017年6月14日にSupercellはライブストリームを通じて『ブロスタ』を発表し、翌日からカナダでソフトローンチを始め、プレイヤーからのフィードバックを得ながら修正を加えていった。ソフトローンチは合計522日間続いたが、その間に本作を正式リリースできるかどうかは社内で疑問視されていた。当初、本作は縦画面でプレイする形式で、攻撃を行う際にプレイヤーが頻繁に画面をタップする必要があった。しかし、多くのプレイヤーが画面上にある仮想スティックを使用してプレイしていたことから、最終的に仮想スティックを利用して横画面でプレイする形式に変更された。この他にも、UIの変更や2Dから3Dへの移行などといった大規模なリワークが行われた。
2018年1月19日に、フィンランド、スウェーデン、デンマーク、ノルウェー、アイルランド、シンガポール、香港、マカオ、マレーシアでiOS版の先行リリースがスタートし、2018年6月26日にはAndroid版でも先行リリースが行われた。2018年12月12日に、本作は正式にグローバルリリースされ、リリース後1か月で6300万ドル以上の収益を得た。また、2020年6月9日には中国でも配信が始まった。
2022年12月12日に、本作においてキャラクターやコインなどのアイテムを入手する主な手段であったルートボックスのシステムが廃止されるという史上最大規模のアップデートが行われた。Supercellは、公式動画内でこの変更に至った主な理由を「報酬のランダム性を排除するため」としたうえで、新要素である「スターロード」によって報酬を明確化することで、より公平な環境が生まれることが期待できると説明した。また、PickUPs!の森口拓海は、2022年12月15日の記事内で、欧州を中心にルートボックスのシステムを規制する動きが強まっていることが背景として挙げられると述べている。
パートナーシップ
本作は、LINEから始まったキャラクターブランド「LINE FRIENDS」とグローバル・パートナーシップを提携しており、ゲーム内でコラボスキンが多数登場しているほか、オリジナルのコラボLINEスタンプも公開されている。また、LINE FRIENDS側でも、本作とコラボした公式商品の販売が2020年1月に韓国のポップアップストアでスタートされ、世界的に事業が展開されている。
また、2019年にはPSGと提携し、PSGが主催するブロストライカー限定の大会がヨーロッパで開かれた。その後2回にわたり再度コラボを行い、コラボスキンが入手できるブロストライカー限定チャレンジが期間限定で開催された。
2022年にはBTSとLINE FRIENDSの提携により設立されたキャラクターブランド「BT21」とコラボを行い、多数のコラボスキンが登場した
。